# Coppa Libertadores 2018 (beach soccer)
La Coppa Libertadores di beach soccer 2018 è stata la terza edizione di questo torneo.
Annunciato il 31 maggio, il torneo si è svolto tra il 26 novembre e il 2 dicembre a Rio de Janeiro, in Brasile. È stato organizzato dalla CONMEBOL in cooperazione con enti locali: la Confederazione calcistica brasiliana (CBF) e la Confederazione Brasile Beach Soccer (CBSB) L'evento doveva originariamente aver luogo a Belém, nello Stato del Pará, in Brasile ma un cambiamento di sede è stato annunciato il 23 ottobre.
I brasiliani del Vasco da Gama erano i detentori del titolo, ma hanno finito come secondi classificati essendo stati sconfitti in finale dal club brasiliano Vitória, che ha conquistato il primo titolo.

## Formato
Come da regolamento, articolo 15, il torneo inizia con una fase a gironi, eseguita in un formato di andata e ritorno. I vincitori, i secondi classificati e le due migliori squadre in terza posizione di ciascun gruppo avanzano fino alla fase a eliminazione diretta, in cui le squadre si sfidano in partite a eliminazione diretta, a cominciare dai quarti di finale e finendo con la finale. Una partita decisiva per il terzo posto è anche previsto per le semi-finaliste perdenti.
A differenza delle due precedenti edizioni, non ci sono finaline di consolazione per decidere dal 5º al 12º posto; questi piazzamenti sono invece decisi statisticamente (articoli normativi 22 e 23).

## Squadre partecipanti
Dodici sono le squadre qualificate; ogni campione nazionale delle dieci nazioni sudamericane che fanno parte del CONMEBOL, più un club aggiuntivo del paese ospitante e dei campioni in carica.
| Federazione | Squadre        |
| ----------- | -------------- |
| Argentina   | Acassuso       |
| Bolivia     | Hamacas        |
| Brasile1    | Vasco da Gama  |
| Brasile1    | Sampaio Corrêa |
| Brasile1    | Vitória        |
| Cile        | Code Iquique   |

| Federazione | Squadre                 |
| ----------- | ----------------------- |
| Colombia    | La 25 Export            |
| Ecuador     | Delfin Sporting         |
| Paraguay    | Náutico Puerta del Lago |
| Peru        | Tito Drago              |
| Uruguay     | Bella Vista             |
| Venezuela   | Monagas Dífalo          |

1. Il Brasile qualifica tre club: a. Vasco da Gama si qualifica come campione in carica, b. i campioni della lega brasiliana, Sampaio Corrêa, c. al paese ospitante viene inoltre assegnato un posto aggiuntivo che è andato alla vice-lega, Vitória.

## Sede
|  | Rio de Janeiro |

È stata usata una sola sede bella città di Rio de Janeiro.
- Tutte le partite si sono svolte in un'arena appositamente costruita a Barra Olympic Park,[1] appena fuori dall'Olympic Tennis Center.[6]

## Sorteggio
Il sorteggio per dividere le dodici squadre in tre gruppi da quattro squadre ha avuto luogo il 19 novembre alle 19:00 ora locale a Rio de Janeiro, in Brasile, nella sede della Confederazione calcistica brasiliana. Il sorteggio è stato condotto sulla base del regolamento articolo 16 come segue:
Inizialmente, tre squadre sono state pre-assegnate:
- Geuppo A: Vincitore della Copa Libertadores 2017,  Vasco da Gama
- Gruppo B: Campione del paese ospitante,  Sampaio Corrêa
- Gruppo C: Squadra della federazione seconda classificata nella Copa Libertadores 2017,  Bella Vista

Le restanti nove squadre sono state divise in tre urne da tre in base alla posizione finale del club nella sua federazione nazionale nella precedente edizione del campionato, con le squadre meglio piazzate nel Pot 1 fino alle peggio piazzate nel Pot 3 (la squadra brasiliana aggiuntiva è stata inserita nel Pot 3). Da ogni urna, la prima squadra estratta è stata inserita nel Gruppo A, la seconda squadra estratta nel Gruppo B e la squadra finale nel Gruppo C. Le squadre della stessa associazione non possono essere incluse nello stesso gruppo.
| Pot 1                   | Pot 2           | Pot 3        |
| ----------------------- | --------------- | ------------ |
| Náutico Puerta del Lago | Monagas Dífalo  | Hamacas      |
| Acassuso                | Delfin Sporting | Code Iquique |
| Vitória                 | Tito Drago      | La 25 Export |

## Fase a gironi
Il calendario delle partite è stato rivelato il giorno del sorteggio..
Ogni squadra guadagna tre punti per una vittoria nei tempi regolamentari, due punti per una vittoria nei tempi supplementari, un punto per una vittoria ai calci di rigore e nessun punto per una sconfitta. Le prime due squadre di ciascun gruppo, più le due migliori squadre classificate al terzo posto, avanzano ai quarti di finale. Le classifiche delle squadre in ciascun gruppo sono determinate come segue (regolamento articolo 21):
- 1- punti ottenuti;
- 2- punti ottenuti negli scontri diretti;
- 3- differenza reti negli scontri diretti;
- 4- goal segnati negli scontri diretti;
- 5- differenza reti generale;
- 6- goal segnati generali;
- 7- sorteggio della CONMEBOL.

Tutti gli orario sono riferiti all’ora locale, BRST (UTC-2)

### Gruppo A
| Pos | Squadra                 | G | V | W+ | WP | P | GF | GS | DG  | Pt | Risultato      |
| --- | ----------------------- | - | - | -- | -- | - | -- | -- | --- | -- | -------------- |
| 1   | Vasco da Gama           | 3 | 3 | 0  | 0  | 0 | 26 | 12 | +14 | 9  | Knockout stage |
| 2   | La 25 Export            | 3 | 2 | 0  | 0  | 1 | 14 | 18 | −4  | 6  | Knockout stage |
| 3   | Náutico Puerta del Lago | 3 | 1 | 0  | 0  | 2 | 21 | 20 | +1  | 3  | Knockout stage |
| 4   | Delfin Sporting         | 3 | 0 | 0  | 0  | 3 | 13 | 24 | −11 | 0  |                |

#### 1ª giornata
| Squadra 1     | Risultato   | Squadra 2               |
| ------------- | ----------- | ----------------------- |
| Vasco da Gama | 10-7 Report | Náutico Puerta del Lago |
| La 25 Export  | 7-5 Report  | Delfin Sporting         |

#### 2ª giornata
| Squadra 1     | Risultato  | Squadra 2               |
| ------------- | ---------- | ----------------------- |
| Vasco da Gama | 7-3 Report | Delfin Sporting         |
| La 25 Export  | 5-4 Report | Náutico Puerta del Lago |

#### 3ª giornata
| Squadra 1               | Risultato   | Squadra 2       |
| ----------------------- | ----------- | --------------- |
| Vasco da Gama           | 9-2 Report  | La 25 Export    |
| Náutico Puerta del Lago | 10-5 Report | Delfin Sporting |

### Gruppo B
| Pos | Squadra        | G | V | W+ | WP | P | GF | GS | DG  | Pt | Risultato      |
| --- | -------------- | - | - | -- | -- | - | -- | -- | --- | -- | -------------- |
| 1   | Sampaio Corrêa | 3 | 3 | 0  | 0  | 0 | 31 | 6  | +25 | 9  | Knockout stage |
| 2   | Hamacas        | 3 | 1 | 0  | 0  | 2 | 11 | 15 | −4  | 3  | Knockout stage |
| 3   | Tito Drago     | 3 | 1 | 0  | 0  | 2 | 11 | 18 | −7  | 3  |                |
| 4   | Code Iquique   | 3 | 1 | 0  | 0  | 2 | 11 | 25 | −14 | 3  |                |

#### 1ª giornata
| Squadra 1      | Risultato  | Squadra 2  |
| -------------- | ---------- | ---------- |
| Sampaio Corrêa | 7-0 Report | Hamacas    |
| Code Iquique   | 5-3 Report | Tito Drago |

#### 2ª giornata
| Squadra 1      | Risultato   | Squadra 2    |
| -------------- | ----------- | ------------ |
| Sampaio Corrêa | 14-2 Report | Code Iquique |
| Tito Drago     | 4-3 Report  | Hamacas      |

#### 3ª giornata
| Squadra 1      | Risultato   | Squadra 2    |
| -------------- | ----------- | ------------ |
| Sampaio Corrêa | 10-4 Report | Tito Drago   |
| Hamacas        | 8-4 Report  | Code Iquique |

### Group C
| Pos | Squadra        | G | V | W+ | WP | P | GF | GS | DG | Pt | Risultato      |
| --- | -------------- | - | - | -- | -- | - | -- | -- | -- | -- | -------------- |
| 1   | Vitória        | 3 | 2 | 0  | 1  | 0 | 16 | 9  | +7 | 7  | Knockout stage |
| 2   | Acassuso       | 3 | 1 | 0  | 0  | 2 | 11 | 14 | −3 | 3  | Knockout stage |
| 3   | Bella Vista    | 3 | 1 | 0  | 0  | 2 | 15 | 16 | −1 | 3  | Knockout stage |
| 4   | Monagas Dífalo | 3 | 0 | 0  | 1  | 2 | 16 | 19 | −3 | 1  |                |

#### 1ª giornata
| Squadra 1   | Risultato  | Squadra 2      |
| ----------- | ---------- | -------------- |
| Vitória     | 7-1 Report | Acassuso       |
| Bella Vista | 9-7 Report | Monagas Dífalo |

#### 2ª giornata
| Squadra 1 | Risultato  | Squadra 2      |
| --------- | ---------- | -------------- |
| Vitória   | 4-3 Report | Monagas Dífalo |
| Acassuso  | 4-1 Report | Bella Vista    |

#### 3ª giornata
| Squadra 1      | Risultato              | Squadra 2   |
| -------------- | ---------------------- | ----------- |
| Vitória        | 5-5 dts 3-2 dcr Report | Bella Vista |
| Monagas Dífalo | 6-6 dts 3-1 dcr Report | Acassuso    |

### Confronto terze classificate
| Pos | Gr | Squadra                 | G | V | W+ | WP | P | GF | GS | DG | Pt | Risultato      |
| --- | -- | ----------------------- | - | - | -- | -- | - | -- | -- | -- | -- | -------------- |
| 1   | A  | Náutico Puerta del Lago | 3 | 1 | 0  | 0  | 2 | 21 | 20 | +1 | 3  | Knockout stage |
| 2   | C  | Bella Vista             | 3 | 1 | 0  | 0  | 2 | 15 | 16 | −1 | 3  | Knockout stage |
| 3   | B  | Tito Drago              | 3 | 1 | 0  | 0  | 2 | 11 | 18 | −7 | 3  |                |

Come da Regolamento, articolo 17, è stato deciso che le squadre classificate al terzo posto avrebbero preso i seguenti posti nel sorteggio dei quarti di finale:
- 1º gruppo A contro 2ª miglior terza
- 1º gruppo B contro miglior terza
- 1º gruppo C contro 2º gruppo A
- 2º gruppo B contro 2ª geuppo C

## Fase finale
I vincitori del gruppo, i secondi classificati e le due migliori squadre in terza posizione sono passati alla fase a eliminazione diretta per continuare a competere per il titolo.

### Quarti di finale
| Squadra 1      | Risultato  | Squadra 2               |
| -------------- | ---------- | ----------------------- |
| Vasco da Gama  | 6-4 Report | Bella Vista             |
| Acassuso       | 5-2 Report | Hamacas                 |
| Sampaio Corrêa | 7-2 Report | Náutico Puerta del Lago |
| Vitória        | 6-0 Report | La 25 Export            |

### Semifinali
| Squadra 1     | Risultato              | Squadra 2      |
| ------------- | ---------------------- | -------------- |
| Vasco da Gama | 5-4 Report             | Acasusso       |
| Vitória       | 6-6 dts 3-2 dcr Report | Sampaio Corrêa |

### Finali

#### Finale 3º-4º posto
| Squadra 1      | Risultato  | Squadra 2 |
| -------------- | ---------- | --------- |
| Sampaio Corrêa | 5-4 Report | Acasusso  |

#### Finale
| Squadra 1 | Risultato              | Squadra 2     |
| --------- | ---------------------- | ------------- |
| Vitória   | 8-8 dts 3-2 dcr Report | Vasco da Gama |

## Classifica Finale
| Pos | Team                    |
| --- | ----------------------- |
| 1   | Vitória                 |
| 2   | Vasco da Gama           |
| 3   | Sampaio Corrêa          |
| 4   | Acassuso                |
| 5   | Bella Vista             |
| 6   | Hamacas                 |
| 7   | Náutico Puerta del Lago |
| 8   | La 25 Export            |
| 9   | Tito Drago              |
| 10  | Code Iquique            |
| 11  | Monagas Dífalo          |
| 12  | Delfin Sporting         |